# Casa de Porcellets
La Casa de los Porcellets (también conocida como Porcelet, Porcellets, Porcelets o Porcelet)  fue una importante familia noble de la Provenza en el Reino de Francia, durante la Edad Media y la Edad Moderna.
Según un hagiógrafo del siglo XIX, el epíteto que el rey Renato I de Napoles, colocaba junto al nombre de Los Porcellets en su lista de las principales familias históricas de Provenza era "Grandeza". El lema de esta casa era "Genus Deorum, deinde gens Porcella" (« Primero la raza de los dioses, luego la familia de los Porcellets »). Según el historiador Aubin Louis Millin, « el nombre de Porcellets era tan célebre y respetado en Oriente, que los Sultanes, para garantizar los tratados, solicitaban la entrega de puestos importantes, rehenes o la palabra de un Porcellets ».
Sus armas son un lechón de sable sobre campo de oro. 

## Historia

Arlés y la Roquette abajo a la izquierda.

El nombre de Porcellet es conocido en Provenza desde tiempos antiguos, y esta casa disfrutó de los más altos privilegios. Un miembro de esta familia era ya señor de una parte de Arlés, conocida como el Bourg-Vieux des Porcellets, durante el siglo XI. 
La Casa de los Porcellets era una casa de antigua caballería; Bertran, sacristán de la Iglesia de San Trófimo en Arlés, partió a hacia Tierra Santa para luchar en la Primera Cruzada, participando en el asedio de Trípoli de 1105, según consigna el testamento de Raimundo IV, conde de Tolosa.
El apellido Porcelet, se registra presente en Besançon desde mediados del siglo XIII, provenientes de Bèucaire, esta rama menor llegó a ser conocida como "los señores de Maillane". En el Franco Condado, el apellido Porcelet sufrió en unos dos siglos las adaptaciones fonéticas y luego caligráficas propias de esta provincia, que lo llevaron a Porcelot y luego a Pourcelot.
Esta familia aún estaba representada en el siglo XVIII por su rama de Bèucaire de los marqueses de Maillane, ya que todas las demás ramas se habían extinguido por falta de heredero varón.

## Genealogía
El historiador Martin Aurell, en su obra Une famille de la noblesse provençale au Moyen Âge : les Porcelet, intentó reconstruir las filiaciones y ramas de esta familia. El siguiente texto presenta a sus principales miembros desde el siglo X hasta principios del siglo XII, es decir, hasta el establecimiento en 1251 de la primera Casa de Anjou en el condado de Provenza, un acontecimiento que marcó el fin de la autonomía de la nobleza provenzal.
- Daidonat (c. 950 - después de 1015, antes de 1019), casado con Armedruda
- Volverade (c. 987 - c. 1067), hijo mayor de Daidonat, casado (c. 1009) con Bellitruda, teniendo los siguientes hijos.
  - Rostaing
  - Aloïsa
  - Bertran, sacristán (? - 1105)
  - Guilhem (? - después de 1094)
  - Peire (? - después de 1057)
  - Raimon (antes de 1057 - después de 1101)
  - Porcelet (? - después de 1067)
  - Porcel (c. 1035 - 1185)
  - Amelh (? - después de 1056)
  - Rostaing (? - 1056)
  - Rainaud

## Personalidades
- Bertran de Porcellet, sacristán de la Iglesia de San Trófimo en Arlés, habría participado en la primera Cruzada y firmado el codicilo de Raimundo IV de Toulouse, hecho en Siria el 31 de enero de 1105.
- Guillermo I de Porcellets, señor del Vieux-Bourg d'Arles, de Martigues y de Fos considerado el salvador del rey Ricardo I de Inglaterra "Corazón de León".[8]
- Guillermo III des Porcellets, chambelán de Carlos de Anjou, rey de Nápoles, único francés que escapó a las Vísperas Sicilianas de 1282.
- Rainaud de Porcellet, obispo de Digne de 1303 a 1318 .
- Jean des Porcelets de Maillane, obispo de Toul de 1607 a 1624 y fundador de Porcelette .
- Pierre des Porcellets, consejero del rey Luis XV, teniente general del asedio de Arlés .
- Tannegui des Porcellets, caballero, señor de Maillane, de Luc y de la Tour d'Aigues, gobernador y viguier de los castillos de Beaucaire .